# Agáta Kestřánková
Agáta Kestřánková (* 31. ledna 1996 Praha) je česká spisovatelka.

## Život
Její otec je reklamní textař a hudebník, matka knihkupec. Do světa literatury se prodrala již ve svých 14 letech knihou povídek Rytíři a jiná havěť, která vychází v roce 2010 u nakladatelství work in progress. Distribuce Kosmas, knížka se mimo jiné objevuje v řetězci knihkupectví Neo Luxor. V roce 2010 vydala CD s názvem Rytíři v louži s pěti namluvenými povídkami. V roce 2011 Agátě vychází druhá povídková kniha Tam za velkou louží hejno supů krouží, která je zasazena do prostředí Divokého západu. Autorka si knihy sama ilustruje. Agáta Kestřánková je též součástí autorského projektu Trní (fantasy kniha psaná několika autory, jež spojuje kroužek tvůrčího psaní Lucie Lukačevičové v KD Kobylisy).
Odmala je fascinována příběhy a vždycky měla ráda literaturu, ne však natolik, aby se sama nepustila do psaní. Její příběhy jsou vesměs gangsterského a fantasy žánru se špatným koncem. Na své si přijdou i milovníci černého humoru. K jejím oblíbeným autorům patří například Stephen King, Edgar Allan Poe či Jack London. Postupem času ale propadla kouzlu hrdinů Ameriky devatenáctého století. K hlavním postavám svých příběhů se však staví povětšinou velmi rezervovaně a sympatizuje převážně s padouchy. Znalci Divokého západu zajisté zaujmou narážky na autorčiny oblíbené hrdiny té doby jako je kupříkladu Jesse Woodson James, Billy the Kid či Emmet Dalton. V současnosti její tvorbu, jak sama říká, nejvíce ovlivňují Stephen King, Quentin Tarantino, Nick Cave a Frank Miller. "
První oficiální povídku Abecedníček Agáta napsala v jedenácti letech a zvítězila s ní v soutěži Zlatá Ema 2008. O rok později s povídkou Cesta mrtvé duše a prázdného těla obsadila třetí místo v soutěži internetového portálu Meredit. Vystupuje v pořadu  Domino (Český rozhlas Dvojka)  a v Českem rozhlase Plzeň, kde byla vnímána jako nejmladší česká spisovatelka. Tou je ovšem v současnosti Alžběta Kokaislová, které vyšla její kniha Spásný nápad ve vydavatelství Nostalgie v jejích 13 letech.
Se svojí prvotinou Rytíři a jiná havěť se stala vítězkou soutěže Zlatý oříšek 2010 v oboru tvůrčího psaní, vyhlášení proběhlo 1. ledna 2011 na ČT, tisková konference v Kaisersteinském paláci. Byla pozvána do Studia kamarád ČT, kde četla ukázky ze své připravované knihy Tam za velkou loží hejno supů krouží. Na podzim roku 2011 se Agáta umístila s povídkou Stařec a hoře na 2. místě v soutěži Hustopečské brko a na 3. místě Rýmařovském horizontu. V lednu 2012 je s Agátou vysílán rozhovor na ČT1 v souvislosti startu dětské literární soutěže, kterou pořádá ČT.

## Dílo

### Povídky
- Rytíři a jiná havěť, 2010, sbírka deseti povídek (Cesta mrtvé duše a prázdného těla, Dárek pro Sancheze, Dotknutelní, Životopis amerického Čecha, Cesta Karla Havlíčka Borovského, Víkend u dědečka, Pisálkova spása, Příběh George Rogerse, Sluha a princ aneb jak se stát rytířem, Barbar Ered).
- Tam za velkou louží hejno supů krouží, 2011, kniha rozdělena na tři části: Smolaři, Ponurý krvavý kraji a Smrtelní muži obsahuje opět deset povídek (Hvězda číslo šedesát, Billy Shakespeare, výčepák z naší putyky, Alphonse, Smrt si říká Marilyn, Greenhorn Schwarz, Zlatí vlci z Raven Creek, Stařec a hoře, Kupé, Čekání na vlak, Díra v hlavě).

### Audiopovídky na CD
- Rytíři v louži, 2010, (Cesta mrtvé duše a prázdného těla, Dárek pro Sancheze, Čekání na vlak, Hvězda číslo šedesát, Stařec a hoře). První dvě jsou z knihy "Rytíři a jiná havěť", další tři z připravované knihy "Tam za velkou louží hejno supů krouží".

## Soutěže a ceny
- 2012 Listy z kytice – 1. místo
- 2011 Rýmařovský horizont – 3. místo[9]
- 2011 Hustopečské brko – 2. místo[10]
- 2011 Nejúspěšnější žák Praha 6[11]
- 2010 Zlatý oříšek[12]
- 2009 Meredit – 3. místo[1]
- 2008 Zlatá Ema – 1. místo